# Зеєв Бен-Ар'є
Зеєв Бен-Ар'є (івр. זאב בן אריה, уродж. Володимир Фланчик; нар. 30 жовтня 1945, Харків) — ізраїльський дипломат.

## Біографія
Народився в 1945 році в Харкові. Закінчив Харківський університет, відділення математичної і прикладної лінгвістики. Магістр.
З 1971 — проживає в Ізраїлі.
З 1972 по 1993 — працював на ізраїльському радіо, в останні роки — головним редактором відділу новин, відділу радіомовлення російською мовою.
З 1993 — на дипломатичній службі.
З 1993 по 1996 — помічник Надзвичайного і Повноважного Посла Ізраїля в Києві (Україна).
З 1997 по 1998 — тимчасовий повірений у справах Ізраїлю в Мінські (Білорусь).
З 1998 по 2002 — Прес-секретар Посольства Ізраїлю в Росії.
З 2002 по 2004 — співробітник центрального апарату МЗС Ізраїля.
З 2004 — Надзвичайний і Повноважний Посол Ізраїля в Республіці Білорусь.
Радник Міністра МЗС Ізраїлю у зв'язках з країнами СНД.
Надзвичайний і Повноважний Посол Ізраїля в Латвії та Литві.